# Josef Schreiner
Josef Schreiner (fl. 1934) è stato un fondista tedesco.

## Biografia
Nel 1934 ai Mondiali di Sollefteå gareggiò nella staffetta 4x10 km; la squadra tedesca, composta anche da Herbert Leupold, Walter Motz e Willy Bogner, conquistò l'argento totalizzando il tempo di 2:51:23, battuto dalla nazionale finlandese.

## Palmarès

### Mondiali
- 1 medaglia:
  - 1 argento (staffetta a Sollefteå 1934)